# Creatonotos dulla
Creatonotos dulla är en fjärilsart som beskrevs av Arnold Pagenstecher 1886. Creatonotos dulla ingår i släktet Creatonotos och familjen björnspinnare. Inga underarter finns listade i Catalogue of Life.